# Running Man (émission de télévision)
Pour les articles homonymes, voir Running Man.
 (janvier 2012).
Si vous disposez d'ouvrages ou d'articles de référence ou si vous connaissez des sites web de qualité traitant du thème abordé ici, merci de compléter l'article en donnant les références utiles à sa vérifiabilité et en les liant à la section « Notes et références ».
Running Man (hangul : 런닝맨) est une émission de télévision sud-coréenne de SBS qui a débuté le 11 juillet 2010.

## Membres du casting

### Yoo Jae-Suk (유재석)
Présent depuis le premier épisode.
Surnommé national MC, Yoo-ruce Willis, Yoo-Hyuk, Yoo-mes Bond, Sauterelle (Grasshopper)
Yoo Jae-Suk est le MC de l'émission, autrement dit le présentateur. Il est en général habillé et assimilé à la couleur verte à cause de son surnom « Sauterelle » (Grasshopper). Au cours des missions, on le voit souvent stressé car il a peur de se faire attraper. Au début de l'émission, il était considéré comme l'un des joueurs les plus faibles du jeu. Par la suite, il est devenu l'un des trois membres les plus forts de Running Man. Il est aussi connu pour sa capacité à s'échapper et à trahir ses coéquipiers lors de ses missions où il joue le rôle d'espion.

### Ji Suk-Jin (지석진)
Présent depuis le premier épisode.
Surnommé Grand Frère au gros nez (Big Nose Older Brother), Tournesol Suk-jin, New Dumb (et Dumber, avec Lee Kwang-su), Impala
Ji Suk-Jin est le membre le plus âgé de Running Man, et l'un des amis les plus proches de Yoo Jae-Suk. En effet, ces deux-là se connaissent depuis plus de 20 ans. On peut le voir être jaloux de la bonne relation entre Yoo Jae-Suk et Kim Jong-Kook et faire des compliments aux femmes, accompagné bien souvent d'effets de rougissement ajoutés par la production. Lors des missions de course, il se révèle être l'un des membres les plus faibles et donc celui le plus souvent éliminé.

### Kim Jong-Kook (김종국)
Présent depuis le premier épisode.
Surnommé Sparta-kook, Kookie~♥^^, Le Commandant, Le Tigre, Coach Kook, M.Capable, Hulk,
L’homme fort de l’émission. Il est connu pour sa puissante force et son intelligence, il fait souvent des apparitions soudaines accompagnées par la petite phrase « Sparta! » prise du film 300 ou par le rugissement d'un lion (ou d'un tigre). Ses tactiques sont souvent efficaces, et il est d'ailleurs souvent le premier à deviner durant le jeu les missions secrètes ou les invités secrets. Les autres membres sont parfois terrorisés à l'idée se faire attraper par Kim Jong-Kook, c'est pourquoi ils font tout pour l'éviter durant les missions de chasse. Il développe durant le jeu son attitude « mignonne » (en montrant ses « aegyo »), ce qui lui vaut son surnom « Kookie~♥^^ ». Sa seule faiblesse apparente est les femmes.

### Ha-Ha (하하)
Présent depuis le premier épisode.
Surnommé Ha-roro, Ha-rad Pitt, Pingouin, investigateur Ha, Octopus
HaHa est un membre charismatique et humoristique de Running Man. Il est toujours prêt à lancer une remarque assassine et à s'énerver verbalement quand les choses ne vont pas dans son sens, pour provoquer le rire parmi le casting. Les autres se moquent souvent de lui à cause de sa ressemblance avec Pororo et de sa petite taille. Ha-Ha a aussi une tendance à s'imaginer comme le rôle principal dans un film de sa création selon les divagations de son esprit. Il est également le « play-boy » de la bande et il prend toujours plaisir à avouer son amour à toute invitée féminine. Il a d'abord été un joueur faible, en se voyant même harcelé lorsqu'il était dans l'équipe de chasse, mais il se perfectionne doucement au cours de l'émission.

### Song Ji-Hyo (송지효)
Épisode 2-5 (invitée), Épisode 6 - Aujourd'hui (membre)
Mong Ji-Hyo, Miss Mong, Mauvaise Ji-Hyo, Confuse Ji-Hyo, Petite-Amie du lundi, Ace, Déesse de la Chance, Déesse du Sommeil, Reine de la Destruction
Elle est tout d’abord apparue dans l'émission en tant qu'invitée durant les épisodes 2 à 5. C'est seulement à partir de l'épisode 6 qu'elle apparaît en tant que membre permanent de Running Man. On la voit souvent injurier Ha-Ha ou Lee Kwang-Soo pour se défendre de leurs plaisanteries, ce qui lui vaut le surnom de "Bad Ji-Hyo" ("Mauvaise Ji-Hyo"). Elle est aussi dans la « loveline » de l'émission avec Kang Gary : ils forment le « Monday Couple ». Elle est connue sous le surnom de "Confuse Ji-hyo" à cause de ses expressions faciales souvent vides ou avec de grands yeux. Elle fait partie des trois meilleurs du jeu grâce à son habileté à attraper les autres participants, à ses capacités à s'échapper et à créer des plans.

### Lee Kwang-Soo (이광수)
Présent depuis le premier épisode.
Incriminant Kwang Soo (Framer Kwang-su), Kwang-vatar, Gwangboy, Kwang-potter, Girafe, L'Icône de la trahison, Prince de l'Asie, Icône de la malchance
Kwang-Soo (Lee Gwang-Su) est le « maknae », et donc le plus jeune membre de Running Man. Il est d'abord présenté aux côtés de Kang Gary et Song Joong-Ki comme une « nouvelle recrue » de l'émission. Il se différencie des autres par sa taille et son apparence, ce qui lui vaut les surnoms «Girafe» ou bien « Kwangvatar » (en effet, il ressemble aux Na'vi du film Avatar). Kwang-Soo, avec son allure timide, ainsi que le fait qu'il soit mal à l'aise et vite gêné, se fait souvent importuner par le reste du casting, et il lui arrive d'exploser en se mettant en colère. Au début de l'émission, il était connu pour lancer des rumeurs embarrassantes et souvent absurdes sur les autres membres du show. Il est l'un des plus faibles et souvent l'un des premiers à être éliminé lors des missions de course. Toutefois, il arrive à trahir sans souci ses équipiers, ce qui fait de lui une « Icône de Trahison ».

### Yang Se-Chan (양세찬)
Épisode 321, 323, 345 (invité)  Épisode 346 - Aujourd'hui
Le nouveau Roi de l'infortune
Yang Se-Chan apparaît en caméo avec Jeon So-Min dans l'épisode 345. Il devient un membre officiel du casting à partir de l'épisode 346 avec Jeon So-Min qui marque le début de la deuxième saison de Running Man. Après être devenu membre, il rejoindre rapidement le trio malchance (Suk-Ji, Jae-Suk et Kwang-So). Sa couleur est le gris.

### Jeon So-Min (전소민)
Épisode 224, 343, 345 (invitée) Épisode 346 - Aujourd'hui
Son animal est la grenouille et sa couleur le bleu foncé.
Officiellement la maknae du groupe, c’est-à-dire la plus jeune, Jeon So Min est le caractère mignon de l’émission. Elle aime bien user de ses charmes et rougit facilement devant les invités masculins du programme. D’ailleurs, elle se fait souvent taquiner par les membres du cast pour ça. Ji Suk Jin serait son meilleur ami dans l’émission.

## Anciens Membres

### Song Joong-Ki (송중기)
Épisode 1 - Épisode 41 (membre), Épisode 66, 71, 97 et 283 (invité)
Flower Joong-Ki, Cerveau Joong-Ki, Jeune Homme Actif
Song Joong-Ki est présenté avec Kang Gary et Lee Kwang-Soo comme l'une des "nouvelles recrue" du show. Il se démarque par son intelligence mais aussi pour être le plus beau du groupe, c'est pourquoi il est appelé « Flower Joong-ki ». Il a la faculté de comprendre les énigmes, les missions et même les stratégies durant le jeu, et de se montrer optimiste et confiant jusqu'à ce qu'il échoue. Il quitte l'émission à la fin de l'épisode 41 pour se consacrer à sa carrière d'acteur. Il reviendra toutefois en tant qu'invité à l'épisode 66 après six mois d'absence, et en caméo pour les épisodes 71 et 97.  

### Lizzy (리지)
Épisode 13 - Épisode 14 (invitée), Épisode 18 - Épisode 26 (membre),
Fille de Busan
Lizzy est membre du groupe « After School » et du sous-groupe « Orange Caramel », elle est donc venue dans l'émission en tant qu'invitée durant les épisodes 13 et 14, pour ensuite devenir officiellement une membre permanente dans l'épisode 18. Elle est connue dans l'émission pour ses « aegyo » (façon d'agir mignonne), son accent de Busan, ainsi que de sa bonne capacité pour le jeu. Elle quitte Running Man après l'épisode 26 en raison de conflits dans son emploi du temps, entre les horaires de l'émission et ceux de ses activités avec son groupe.

### Kang Gary (강개리)
Épisode 1 - Épisode 324 (membre),, Épisode 325, 336 (invité)
M.Photogénique, Paisible Gary, Gae-colas Cage, Petit-Ami du lundi, Tout Droit Gary, Gary-sswi, Capitaine Gae,
Gary est, avec Lee Kwang Soo et Song Joong Ki, l'une des « nouvelles recrues » de l'émission. Il a été impliqué dans la « loveline » du jeu en compagnie de Song Ji-Hyo : ils forment le Couple du lundi (dit « Monday Couple »). Il dit souvent « SeumDwa » à la fin de ses phrases. Gary est montré comme le plus crédule et le plus facile à berner par les autres membres. Il a su démontrer qu'il pouvait être très fort au cours des missions de course. 

## Liste des épisodes

### Année 2010
| Épisode | Date de Diffusion | Lieu                                              | Invité(s)                                          | Équipes                                                                  | Équipes | Mission | Spécial |
| ------- | ----------------- | ------------------------------------------------- | -------------------------------------------------- | ------------------------------------------------------------------------ | --- | --- | --- |
| 1       | 11 juillet 2010   | centre commercial Time Square (Yeongdeungpo)      | Lee Hyori Hwang Jung Eum                           | Team pas chère : (Haha, Gary, Hyori et Seok Jin)                         | Team cher : (Jong Kook, Jung Eum, Jae Suk, Kwang soo et Jong Ki)                                                                         | Trouver le code qui sert à ouvrir la porte de sortie grâce aux indices obtenus dans les jeux.                                           | Les premières minutes sont une introduction des membres.                                                           |
| 2       | 18 juillet 2010   | stade de la Coupe du monde de Suwon (Suwon)       | Song Ji-hyo Goo Hara [KARA] Lee Cheon Hee          | Team extérieur : (Kwang Soo, Gary, Ji Hyo, Haha et Jae Suk)              | Team domicile : (Jong Kook, Hara, Jong Ki, Seok Jin et Cheon Hee)                                                                        | L'équipe qui aura collecté le plus d'argent au cours des jeux peut sortir du bâtiment.                                                  | Double épisode. |
| 3       | 25 juillet 2010   | stade de la Coupe du monde de Suwon (Suwon)       | Song Ji-hyo Goo Hara [KARA] Lee Cheon Hee          | Team extérieur : (Kwang Soo, Gary, Ji Hyo, Haha et Jae Suk)              | Team domicile : (Jong Kook, Hara, Jong Ki, Seok Jin et Cheon Hee)                                                                        | L'équipe qui aura collecté le plus d'argent au cours des jeux peut sortir du bâtiment.                                                  | Double épisode. |
| 4       | 1er août 2010     | Musée national des sciences                       | Song Ji-hyo Nichkhun Horvejkul Jessica Jung        | Team aldute : (Kwang Soo, Ji Hyo, Jae Suk, Seok Jin et Nichkhun)         | Team enfant : (Jong kook, Haha, Gary, Jessica et Jong Ki)                                                                                | L'équipe qui aura collecté le plus d'argent au cours des jeux peut sortir du bâtiment.                                                  | Double épisode. |
| 5       | 8 août 2010       | Musée national des sciences                       | Song Ji-hyo Nichkhun Horvejkul Jessica Jung        | Team aldute : (Kwang Soo, Ji Hyo, Jae Suk, Seok Jin et Nichkhun)         | Team enfant : (Jong kook, Haha, Gary, Jessica et Jong Ki)                                                                                | L'équipe qui aura collecté le plus d'argent au cours des jeux peut sortir du bâtiment.                                                  | Double épisode. |
| 6       | 15 août 2010      | la tour de Séoul                                  | SE7EN Son Dambi Kim Shin Young                     | Team aldute : (Kwang Soo, SE7EN, Jae Suk, Seok Jin et Son Dambi)         | Team enfant : (Jong Kook, Haha, Gary, Jong Ki et Kim Shin Young)                                                                         | Accumuler les Running balls en équipe pour avoir plus de chances de gagner la loterie de la fin et pour pouvoir échapper à la pénalité. | Song Ji-hyo est devenu une membre permanente mais ne pouvait pas tourner l'épisode à cause de son emploi du temps. |
| 7       | 22 août 2010      | Centre des arts du spectacle de Sejong            | Jo Kwon Eun Jung [T-ara] Jung Young Hwa            | Team bleu : (Jo Kwon, Kwang Soo, Jae Suk, Seok Jin, Young Hwa et Ji Hyo) | Team rouge : (Jong Kook, Haha, Gary, Jong Ki et Eun Jung)                                                                                | Accumuler les Running balls en équipe pour avoir plus de chances de gagner la loterie de la fin et pour pouvoir échapper à la pénalité. | Lee Kwang-Soo filmait un drama, il ne pouvait être présent. Mais il fait une apparation, pendant le troisième jeu. |
| 8       | 29 août 2010      | Musée de l'Histoire Gyeonghuigong (Séoul)         | Victoria [F(x)] Lee Joon [MBLAQ] Park Jun Gyu      | Team bleu : (Lee Joon, Kwang Soo, Jae Suk, Seok Jin et Ji Hyo)           | Team rouge : (Jong Kook, Haha, Gary, Victoria et Jun Gyu)                                                                                | Accumuler les Running balls en équipe pour avoir plus de chances de gagner la loterie de la fin et pour pouvoir échapper à la pénalité. | Song Joong-ki filmait un drama, il n'a pu participer à l'épisode.                                                  |
| 9       | 5 septembre 2010  | parc d'attraction Lotte World                     | Kim Su Ro Lee Hong Gi [F.T. Island] Shin Bong Seon | Team bleu : (Kwang Soo, Su Ro, Jae Suk, Seok Jin et Ji Hyo)              | Team rouge : (Jong Kook, Haha, Gary, Hong Gi et Bong Seon)                                                                               | Accumuler les Running balls en équipe pour avoir plus de chances de gagner la loterie de la fin et pour pouvoir échapper à la pénalité. | Song Joong-ki filmait un drama, il n'a pu participer à l'épisode.                                                  |
| 10      | 12 septembre 2010 | Musée national d'art contemporain                 | Chae Tae Hyun Yun Se Ah                            | Team Bleu : (Ji Hyo, Tae Hyun, Jae Suk, Kwang Soo et Suk Jin)            | Team Rouge : (Gary, HaHa, Jong Kook, Joong Ki et Se Ah)                                                                                  | Accumuler les Running balls en équipe pour avoir plus de chances de gagner la loterie de la fin et pour pouvoir échapper à la pénalité. | Rien |
| 11      | 19 septembre 2010 | le bureau de poste central (Séoul)                | Kim Je Dong Jung Young Hwa                         |                                                                          | | Accumuler des Running ball individuellement pour avoir plus de chances de gagner la loterie de fin.                                     | Song Joong-ki filmait un drama, il n'a pu participer à l'épisode.                                                  |
| 12      | 26 septembre 2010 | le Stade Olympique (Séoul)                        | Pas d'invité(s)                                    | Team Bleu : (Ji Hyo, Joong Ki, Jae Suk, Kwang Soo et Suk Jin)            | Team Rouge : (Gary, HaHa et Jong Kook)                                                                                                   | Accumuler des Running ball individuellement pour avoir plus de chances de gagner la loterie de fin.                                     | Premier épisode sans invités. Anniversaire Joong Ki                                                                |
| 13      | 3 octobre 2010    | SBS CNBC                                          | Jang Dong Min Lizzy (After School)                 | Team Bleu : (Ji Hyo, Lizzy, Jae Suk, Kwang Soo et Suk Jin)               | Team Rouge : (Gary, HaHa, Jong Kook et Dong Min)                                                                                         | Accumuler des Running ball individuellement pour avoir plus de chances de gagner la loterie de fin.                                     | Song Joong-ki filmait un drama, il n'a pu être présent lors du tournage.                                           |
| 14      | 17 octobre 2010   | Centre Boramae des expériences de la sécurité     | Lizzy (After School)                               | Team Mission : (Lizzy, HaHa, Jong Kook, Kwang Soo et Joong Ki)           | Team Chasseur : (Ji Hyo, Gary, Jae Suk, et Suk Jin)                                                                                      | Accumuler des Running ball individuellement pour avoir plus de chances de gagner la loterie de fin.                                     | Rien |
| 15      | 24 octobre 2010   | aire de stockage des Métros (Séoul)               | Tony An (H.O.T.) Kim Gwang Gyu                     | Team Mission : (Ji Hyo, Tony An, Jae Suk, Gwang Gyu et Suk Jin)          | Team Chasseur : (Gary, HaHa, Jong Kook, Kwang Soo et Joong Ki)                                                                           | Accumuler des Running ball individuellement pour avoir plus de chances de gagner la loterie de fin.                                     | Rien |
| 16      | 31 octobre 2010   | centre commercial I'Park Mall (Yongsan-gu)        | Yuri (Girls' Generation)                           | Dégustation, gagner 1kg ! Jong Kook et les deux enfants                  | Cache-cache Team Mission (Gary, HaHa, Ji Hyo, Jae Suk et Joong Ki) Team Chasseur : (Jong Kook, Kwang Soo, Suk Jin et Yuri )              | Accumuler des Running ball individuellement pour avoir plus de chances de gagner la loterie de fin.                                     | Rien |
| 17      | 7 novembre 2010   | amphithéâtre de l'université pour fille (Hanyang) | Go Ju Won Jung Yong Hwa                            |                                                                          | Cache-cache Team Mission : (Kwang Soo, Jae Suk, Joong Ki, Yong Hwa et Suk Jin) Team Chasseur : (Gary, HaHa, Jong Kook, Ji Hyo et Ju Won) | Accumuler des Running ball individuellement pour avoir plus de chances de gagner la loterie de fin.                                     | Rien |
| 18      | 21 novembre 2010  | Busan                                             | Pas d'invité(s)                                    | Team Mission : (Ji Hyo, Joong Ki, Jae Suk, Kwang Soo, Lizzy et Suk Jin)  | Team Chasseur : (Gary, HaHa et Jong Kook)                                                                                                | Accumuler des Running ball individuellement pour avoir plus de chances de gagner la loterie de fin.                                     | Épisode spécial Croissière. C'est aussi le premier épisode avec Lizzy en membre permanent.                         |
| 19      | 28 novembre 2010  | la Maison de Corée                                | Nichkhun Horvejkul                                 |                                                                          | Cache-cache Team Mission : tous sauf Jong Kook Team Chasseur : (Jong Kook)                                                               | Accumuler des Running ball individuellement pour avoir plus de chances de gagner la loterie de fin.                                     | Rien |
| 20      | 5 décembre 2010   | Administration Météorologique de Corée            | He Chul (Super Junior)                             | Team Mission : (Ji Hyo, He Chul, Jae Suk, Kwang Soo et Suk Jin)          | Team Chasseur : (Gary, HaHa, Lizzy et Jong Kook)                                                                                         | Accumuler des Running ball individuellement pour avoir plus de chances de gagner la loterie de fin.                                     | Song Joong-ki n'a pu être présent pendant l'épisode en raison de conflits avec son emploi du temps.                |
| 21      | 12 décembre 2010  | gare de Gwangmyeong, de Haengshin, et de Yongsan  | Kim Je Dong                                        |                                                                          | Cache-cache Team Mission : (Joong Ki, Jae Suk, Kwang Soo, Lizzy Gary, HaHa, Je Dong et Suk Jin) Team Chasseur : (Jong Kook et Ji Hyo,)   | Accumuler des Running ball individuellement pour avoir plus de chances de gagner la loterie de fin.                                     | Rien |
| 22      | 19 décembre 2010  | Lotte Mart                                        | Choi Si-won Kim Min Jong                           |                                                                          | | Accumuler des Running ball individuellement pour avoir plus de chances de gagner la loterie de fin.                                     | Épisode spécial Noël.                                                                                              |
| 23      | 26 décembre 2010  | Pyongchan (Gangwon)                               | Sim Hyeong Rae                                     |                                                                          | | Accumuler des Running ball individuellement pour avoir plus de chances de gagner la loterie de fin.                                     | Rien |

### Année 2011
| Épisode | Date de diffusion | Lieu | Invité(s) | Mission | Spécial |
| ------- | ----------------- | --- | --- | --- | --- |
| 24      | 2 janvier 2011    | Ilsan | Song Eun Yi Lee Gyeong Sil | Accumuler des Running Balls individuellement pour avoir plus de chances de gagner la loterie de fin.                                                                               | Épisode spécial nouvel an. Song Joong-ki n'a pu être présent pour cause de conflits avec son emploi du temps. |
| 25      | 9 janvier 2011    | Museum Comics Information Center                                                                                | Park Bo-young | Accumuler des Running Balls individuellement pour avoir plus de chances de gagner la loterie de fin.                                                                               | Entrée spécial des membres et de l'invitée en cosplay car ils sont dans un musée du manhwa. |
| 26      | 16 janvier 2011   | Centre Commercial Nakwon des Instruments                                                                        | Lee Mun Sik Jeong Jin Yeong | Accumuler des Running Balls individuellement pour avoir plus de chances de gagner la loterie de fin.                                                                               | Lizzy ne fait plus partie du casting. |
| 27      | 23 janvier 2011   | Centre des Arts de Séoul                                                                                        | Max Chang Min U-Know Yun Ho | Accumuler des Running Balls individuellement pour avoir plus de chances de gagner la loterie de fin.                                                                               | Ils doivent chercher les invités sans connaître ni le nombre et ni le sexe des invités. |
| 28      | 30 janvier 2011   | Complexe Naturel d'Ansung                                                                                       | Kim Byeong Man | Accumuler des Running Balls individuellement pour avoir plus de chances de gagner la loterie de fin.                                                                               | Épisode spécial Seollal, (nouvel an chinois). |
| 29      | 6 février 2011    | COEX Aquarium                                                                                                   | Pas d'invité(s) | Accumuler des Running Balls individuellement pour avoir plus de chances de gagner la loterie de fin.                                                                               | À l'ouverture, nous voyant que Kim Jong Kook et Yoo Jae-Suk car les autres membres doivent choisir dans quelles voitures ils veulent aller.                                                                                           |
| 30      | 13 février 2011   | Centre National des Arts du Spectacle Traditionnels Coréens                                                     | Seungri | Accumuler des Running Balls individuellement pour avoir plus de chances de gagner la loterie de fin.                                                                               | Les membres cherchent de nouveau leur invité et doivent l'éliminer. |
| 31      | 20 février 2011   | Alpensia Ocean 700 Water Park                                                                                   | Hyeon Yeong | Accumuler des Running Balls individuellement pour avoir plus de chances de gagner la loterie de fin.                                                                               | Rien |
| 32      | 27 février 2011   | Woongjin Think Big Office                                                                                       | Tony An Kim Gwang Gyu | Accumuler des Running Balls individuellement pour avoir plus de chances de gagner la loterie de fin.                                                                               | Song Ji-hyo offre aux membres des cadeaux de Saint-Valentin, vu que l'épisode est tourné le 14 février 2011. Les membres ont des nametags spécial qui sont écrits en police manuscrite . Pour Kim Jong Kook, il indique "Kookie~♥^^". |
| 33      | 6 mars 2011       | aéroport international d'Incheon; Yeongdeungpo-gu; la station principale de Séoul; aéroport de Gimpo et Incheon | Oh Ji Ho Jang Ji Min - apparition spéciale | Accumuler des Running Balls individuellement pour avoir plus de chances de gagner la loterie de fin.                                                                               | Épisode spécial aéroport. |
| 34      | 13 mars 2011      | Hongdae (Séoul)                                                                                                 | U-IE Park Jun Gyu Nana (After School) - apparition spéciale Raina - apparition spéciale                                                                                      | Accumuler des Running Balls individuellement pour avoir plus de chances de gagner la loterie de fin.                                                                               | Rien |
| 35      | 20 mars 2011      | camping Nanji                                                                                                   | Dae Sung Jung Young Hwa | Accumuler des Running Balls individuellement pour avoir plus de chances de gagner la loterie de fin.                                                                               | Épisode spécial camping. Double épisode avec le 36. Ji-Hyo monte dans un bateau- taxi, elle apprend qu'elle doit choisir 3 membres, qu'elle souhaite.                                                                                 |
| 36      | 27 mars 2011      | camping Nanji                                                                                                   | Dae Sung Jung Young Hwa | Accumuler des Running Balls individuellement pour avoir plus de chances de gagner la loterie de fin.                                                                               | Épisode spécial camping. Double épisode avec le 35. |
| 37      | 3 avril 2011      | Metapolis | Park Ye Jin | Accumuler des Running Balls individuellement pour avoir plus de chances de gagner la loterie de fin.                                                                               | Rien |
| 38      | 10 avril 2011     | Seoul Medical Center                                                                                            | Pas d'invité(s) | Accumuler des Running Balls individuellement pour avoir plus de chances de gagner la loterie de fin.                                                                               | Épisode spécial Yoomes Bond. Les membres apprennent qu'ils doivent chercher leur invité mais Jae-Suk apprend qui n'y a pas d'invité. Il doit éliminer les membres en mouillant leur nametags.                                         |
| 39      | 17 avril 2011     | un marché aux puces populaire de Séoul                                                                          | Sunny (Girl's Generation) YooNa (Girl's Generation) | Accumuler des Running Balls individuellement pour avoir plus de chances de gagner la loterie de fin.                                                                               | Rien |
| 40      | 24 avril 2011     | petit village pittoresque, Petite France (Gapyeong)                                                             | Nichkhun Horvejkul Ok Taec Yeon | Accumuler des Running Balls individuellement pour avoir plus de chances de gagner la loterie de fin.                                                                               | Rien |
| 41      | 1er mai 2011      | Librairie Digitale Nationale de Corée                                                                           | Park Jun Hun Lee Seon Gyun | Accumuler des Running Balls individuellement pour avoir plus de chances de gagner la loterie de fin.                                                                               | Les invités reçoivent leur mission. Mais, dans une autre salle les membres affirment savoir qui sont les invités à cause d'un poste de Park Jun Hun sur Twitter.                                                                      |
| 42      | 8 mai 2011        | SBS (Tanhyeon)                                                                                                  | Heo Young Saeng - apparition spéciale Kim Min Suk - apparition spéciale Jang Hyeok - apparition spéciale Kim Eung Su - apparition spéciale                                   | Vaincre les autres membres et s'imposer comme le meilleur des Running man pour gagner un cadeau spécial.                                                                           | Heo Young-saeng était l'invitée originellement mais à la suite d'une blessure à la main, il devra abandonner. Song Joong-ki ne plus un membre permament.                                                                              |
| 43      | 15 mai 2011       | Auncun | IU Shin Bong Seon | Accumuler des Running Balls individuellement pour avoir plus de chances de gagner la loterie de fin.                                                                               | Épisode spécial course mouvante de Séoul à Daegu. Cet épisode dure 2 heures. |
| 44      | 22 mai 2011       | Cheil Worldwide Building                                                                                        | Jang Hyeok Sin Seung Hwan - apparition spéciale (44) Hong Seok Cheon - apparition spéciale (44)                                                                              | Faire gagner un bonus aux employés de la société. | Épisode spécial course 48 heures. Double épisode avec le 45. |
| 45      | 29 mai 2011       | Samsung Electronics Promotion Center (Gangnam)                                                                  | Jang Hyeok Sin Seung Hwan - apparition spéciale (44) Hong Seok Cheon - apparition spéciale (44)                                                                              | Faire gagner un bonus aux employés de la société. | Épisode spécial course 48 heures. Double épisode avec le 44. |
| 46      | 5 juin 2011       | Kyobo Book Center                                                                                               | Kim Hyun Joong Kang Full - apparition spéciale (47) Park Beom Sin - apparition spéciale (47) Jo Hye Ryeon - apparition spéciale (47) Jang Yoon Ju - apparition spéciale (47) | Faire gagner un bonus aux employés de la société. | Double épisode avec le 47. |
| 47      | 12 juin 2011      | Kyobo Book Center                                                                                               | Kim Hyun Joong Kang Full - apparition spéciale (47) Park Beom Sin - apparition spéciale (47) Jo Hye Ryeon - apparition spéciale (47) Jang Yoon Ju - apparition spéciale (47) | Faire gagner un bonus aux employés de la société. | Double épisode avec le 46. |
| 48      | 19 juin 2011      | Oegyujanggak (Ganghwa) et Musée National de Corée                                                               | Pas d'invité(s) | Trouver le trésor royal et remporter seul la victoire | Épisode spécial vraie bataille, Trouver les trésors royaux. |
| 49      | 26 juin 2011      | Dream Forest | Goo Hara No Sa Yeon | Vaincre les équipes adverses lors de la dernière épreuve à l'aide des jeux précédents.                                                                                             | Rien |
| 50      | 3 juillet 2011    | Bangkok Khao Sarn Road Tha Chang                                                                                | Nichkhun Horvejkul Kim Min Jeong | Remporter le plus d'argent possible et gagner la course afin de pouvoir gagner l'argent et confisquer celui des autres équipes.                                                    | Épisode spécial Thaïlande. Double épisode avec le 51. |
| 51      | 10 juillet 2011   | Pattaya | Nichkhun Horvejkul Kim Min Jeong | Trouver le criminel et récupérer les sacs d'argent. | Épisode spécial Thaïlande. Double épisode avec le 50. |
| 52      | 17 juillet 2011   | Gyeongju | Choi Min Su | Trouvez les couronnes d'or. | Épisode spécial premier anniversaire, chasseur de Running Man. Double épisode avec le 53. |
| 53      | 24 juillet 2011   | BlueOne Water Park                                                                                              | Choi Min Su Yun So Yi | Vaincre les autres équipes lors de la mission finale. | Épisode spécial premier anniversaire, chasseur de Running Man. Double épisode avec le 52. |
| 54      | 31 juillet 2011   | pont de Mokpo; pont de Seokang; et pont de Wonhyo.                                                              | Ji Seong Choi Kang Hee | Protéger le boss de son équipe et éliminer celui des autres et trouver "Lavender".                                                                                                 | Épisode inspiré du drama Protect the Boss, ou les deux invités jouent les rôles principaux. |
| 55      | 7 août 2011       | Multiples lieux (restaurants, piste de pantins...)                                                              | Sulli Suzy Luna [f(x)] Ji Yeon (T-ara) Kim Sook - apparition spécial Ahn Mun Suk - apparition spécial Shin Bong Seon - apparition spécial Yang Jeong Ah - apparition spécial | Réussir les jeux et devenir la meilleure paire pour se voir offrir un traitement spécial.                                                                                          | Épisode spécial jeunes lycéennes. Double épisode avec le 56. |
| 56      | 14 août 2011      | | Kim Sook Ahn Mun Suk Shin Bong Seon Yang Jeong Ah | Vaincre les autres teams lors de la dernière épreuve pour recevoir une récompense.                                                                                                 | Épisode spécial femmes âgées. Double épisode avec le 55. |
| 57      | 21 août 2011      | Jeju et Jeju-do                                                                                                 | Cha Tae Hyun Shin Se Gyeong | Exécuter les jeux le plus vite possible pour arriver le premier à la destination finale afin d'avoir plus de chances de remporter un prix exceptionnel.                            | Épisode spécial Jeju-do. Double épisode avec le 58. |
| 58      | 28 août 2011      | Jeju et Jeju-do                                                                                                 | Cha Tae Hyun Shin Se Gyeong | Vaincre les autres membres ou faire un bon pari. | Épisode spécial Jeju-do. Double épisode avec le 57. |
| 59      | 4 septembre 2011  | aire de jeu (Hongdae); allée du poulpe (Mugyodong); parc Marronnier et ancienne station de Séoul                | Yoon Mi Rae Tiger JK Dynamic Duo Simon Dominic | Vaincre les autres teams par la vitesse dans chaque jeu afin de recevoir la meilleure mallette possible, dont le contenu sera d'une importance capitale lors de la mission finale. | Épisode spécial Hip-Hop. |
| 60      | 11 septembre 2011 | D-Cube City | Pas d'invité(s) | Trompez Gary jusqu'à la fin de l'émission. | Tru-Gary Show |
| 61      | 18 septembre 2011 | Rivière de Beijing                                                                                              | Lee Yeon Hee Kim Ju Hyeok JY - remplaçante de Ji-Hyo (61) | Gagnez le plus d'argent. | Épisode spécial Chine. Double épisode avec le 62. Ji Hyo n'a pu être présente en raison de son emploi du temps. Elle est remplacée par JY.                                                                                            |
| 62      | 25 septembre 2011 | Zone de l'industrie cinématographique et télévisuelle                                                           | Lee Yeon Hee Kim Ju Hyeok JY - remplaçante de Ji-Hyo (61) | Trouvez le coupable. | Épisode spécial Chine. Double épisode avec le 61. Ji Hyo est présente. |
| 63      | 2 octobre 2011    | Stade de Goyang                                                                                                 | YoonA (Girls' Generation) Tae Yeon (Girls' Generation) Jessica Jung Hyo Yeon (Girls' Generation) Yuri (Girls' Generation) Seo Hyun (Girls' Generation)                       | Compléter la mission donné par l'équipe de production. | Épisode spécial Seo Nyeo Shi Dae. Double épisode avec le 64. Ji-Hyo n'est pas présente car elle malade à cause de surmenage dû au drama Gyebak, qu'elle tournait, nous explique les membres de Running Man.                           |
| 64      | 9 octobre 2011    | Gyeonggi English Village Paju Camp                                                                              | YoonA (Girls' Generation) Tae Yeon (Girls' Generation) Jessica Jung Hyo Yeon (Girls' Generation) Yuri (Girls' Generation) Seo Hyun (Girls' Generation)                       | Vaincre les autres équipes. | Épisode spécial Seo Nyeo Shi Dae. Double épisode avec le 63. |
| 65      | 23 octobre 2011   | Musée militaire de Baekje                                                                                       | Kim Seon A Kim Ju Hyeok | Vaincre les autres équipes. | Double épisode avec le 66. Ji-Hyo est de retour après son rétablissement. |
| 66      | 30 octobre 2011   | Parc de Hangang                                                                                                 | Kim Seon A Song Jong Ki - remplaçant de Kim Ju Hyeok | Compléter la mission donné par l'équipe de production. | Double épisode avec le 65. Kim Ju Hyeok ne pouvait participer à cette deuxième partie de l'émission, du coup, Song Jong Ki le remplace.                                                                                               |
| 67      | 6 novembre 2011   | Village de Gungpyeong                                                                                           | Kim Su Ro Park Ye Jin | Vaincre les autres équipes. | Double épisode avec le 68. |
| 68      | 13 novembre 2011  | Canal Walk | Kim Su Ro Park Ye Jin | Vaincre les autres équipes. | Double épisode avec le 67. |
| 69      | 20 novembre 2011  | Centre de Culture et d'Arts d'Incheon                                                                           | Choi Min Su | Sauver les membres et s'échapper du lieu. | Pour la compréhension de cet épisode, il est conseillé de regarder les épisodes 52 et 53. |
| 70      | 27 novembre 2011  | KT Building | Son Ye Jin Lee Min Ki Park Cheol Min | Éliminer les espions. | Son Ye Jin reçoit un appel de la production, lui annonçant qu'elle est une espionne. |
| 71      | 4 décembre 2011   | Palais de Gyeonghui                                                                                             | Oh Yeon Su Jo Hye Ryeon | Gagnez des Running Brass Coins. | Rien |
| 72      | 11 décembre 2011  | Hong Kong | Jung Young Hwa Lee Min Jeong | Résolvez la légende des neuf dragons. | Épisode spécial à Hong Kong. Double épisode avec le 73. |
| 73      | 18 décembre 2011  | Village de Ngong Ping                                                                                           | Jung Young Hwa Lee Min Jeong Jackie Chan - apparition spéciale | Résolvez la légende des neuf dragons. | Épisode spécial à Hong Kong. Double épisode avec le 72. Jackie Chan fait une apparition. |
| 74      | 25 décembre 2011  | KINTEX | Pas d'invité(s) | Vaincre les autres équipes. | Rien |

### Année 2012
| Épisode | Date de diffusion | Lieu                                                              | Invité(s)                                                                               | Mission                                                                         | Spécial                                                                      |
| ------- | ----------------- | ----------------------------------------------------------------- | --------------------------------------------------------------------------------------- | ------------------------------------------------------------------------------- | ---------------------------------------------------------------------------- |
| 75      | 1er janvier 2012  | Paris Parc (Yangcheon-gu)                                         | Si Won An So Hee Minho [SHINee] Sulli Hyo Lyn                                           | Résoudre pour être le numéro 1                                                  | Rien                                                                         |
| 76      | 8 janvier 2012    | Yeosu (Jeolla du Sud)                                             | Kim Seong Su Ji Jin Hee Ju Sang Wuk Lee Cheon Hee IU (77)                               | Trouver les 4 vrais ordinateurs                                                 | Rien                                                                         |
| 77      | 15 janvier 2012   | Île Hahwa (Jeolla du Sud)                                         | Kim Seong Su Ji Jin Hee Ju Sang Wuk Lee Cheon Hee IU (77)                               | Trouver et prendre des numéros pour le bingo                                    | Rien                                                                         |
| 78      | 22 janvier 2012   | magasin Lotte (Gangseo-gu)                                        | Lee Beom Su Hong Soo Hyun                                                               | Trouver les pièces avec le sceau Royal                                          | Rien                                                                         |
| 79      | 29 janvier 2012   | Club croisière Harmony (Saha-gu, à Busan)                         | Kim Je Dong Yun Do Hyeon                                                                | Éliminer le coupable                                                            | Spécial Sherlock Holmes                                                      |
| 80      | 5 février 2012    | Paradise Spa Dogo (Asan, à Chungcheong du Sud)                    | Go Hara Hyo Min Im Su Hyang                                                             | Vaincre l'autre équipe                                                          | Spécial Charlie's Angels                                                     |
| 81      | 12 février 2012   | Songdo Convensia (Yeonsu-gu, à Incheon)                           | Pas d'invité(s)                                                                         | Trouver et acclamer le sac à dos de Gary                                        | Rien                                                                         |
| 82      | 19 février 2012   | Shinsegae (Haeundae, à Busan)                                     | Lee Da Hae Oh Ji Oh (83)                                                                | Vaincre l'autre équipe                                                          | Rien                                                                         |
| 83      | 27 février 2012   | Nurimaru APEC (Haeundae, à Busan)                                 | Lee Da Hae Oh Ji Oh (83)                                                                | Trouver le vrai paquet                                                          | Rien                                                                         |
| 84      | 4 mars 2012       | musée des histoires naturelles, Seodaemun (Seodaemun-gu, à Séoul) | BIGBANG                                                                                 | Vaincre l'autre équipe                                                          | Spécial Chasse contre BIGBANG                                                |
| 85      | 11 mars 2012      | Cheil Industries (Jongno, à Séoul)                                | BIGBANG                                                                                 | Vaincre l'autre équipe                                                          | Spécial Chasse contre BIGBANG                                                |
| 86      | 18 mars 2012      | SBS (Yangcheon-gu, à Séoul)                                       | Ha Ji Won Gaeko                                                                         | Vaincre l'autre équipe                                                          | Rien                                                                         |
| 87      | 25 mars 2012      | Korea Job World (Seongnam, à Gyeonggi)                            | Han Ga In                                                                               | Vaincre les autres membres                                                      | Rien                                                                         |
| 88      | 1er avril 2012    | The Shilla Jeju (Seogwipo, à Jeju-do)                             | BoA Jung Jae Hyung Julien Kang (89)- Apparition Spécial                                 | Résoudre le code Running Man                                                    | Rien                                                                         |
| 89      | 8 avril 2012      | Ilchul Land (Seogwipo, à Jeju-do)                                 | BoA Jung Jae Hyung Julien Kang (89)- Apparition Spécial                                 | Trouver la clé pour partir du pays des merveilles                               | Rien                                                                         |
| 90      | 15 avril 2012     |                                                                   | Park Sang Myeon Park Jun Gyu Lee Deok Hwa                                               | Gagnez du matériel de pêche et attrapez le plus gros poisson                    | Rien                                                                         |
| 91      | 22 avril 2012     |                                                                   | Pas d'invité(s)                                                                         | S'échapper de la prison                                                         | Spécial Yoomes Bond ne meurt jamais                                          |
| 92      | 29 avril 2012     |                                                                   | J.Y.P. Park Cheon Jeong Myeong                                                          | Vaincre les autres équipes                                                      | Rien                                                                         |
| 93      | 6 mai 2012        |                                                                   | Suzy Krystal Hyun A Gyuri Han Seung Yeon                                                | Vaincre les autres membres                                                      | Spécial Survival Game, Running Man filmé non-stop pendant 10 heures          |
| 94      | 13 mai 2012       |                                                                   | Suzy Krystal Hyun A Gyuri Han Seung Yeon                                                | Vaincre les autres équipes                                                      | Les Running Men se marient                                                   |
| 95      | 20 mai 2012       |                                                                   | SISTAR MBLAQ Park Ji Sung                                                               | Vaincre les autres membres                                                      | Rien                                                                         |
| 96      | 27 mai 2012       |                                                                   | Park Ji Sung IU Song Jong Ki (97) Jong Tae Se (97)                                      | Vaincre l'autre équipe                                                          | Football Super Pouvoirs                                                      |
| 97      | 3 juin 2012       |                                                                   | Park Ji Sung IU Song Jong Ki (97) Jong Tae Se (97)                                      | Vaincre les autres membres                                                      | Asian Dream Cup en Thaïlande                                                 |
| 98      | 10 juin 2012      |                                                                   | Ji Ae Oh Yeon Kyung                                                                     | Éliminer les zombies                                                            | Rien                                                                         |
| 99      | 17 juin 2012      |                                                                   | Im Ho Lee Tae Gon                                                                       | Vaincre les autres équipes                                                      | Rien                                                                         |
| 100     | 24 juin 2012      |                                                                   | Kim Hee Seon                                                                            | Vaincre les autres membres                                                      | Guerre des Dieux                                                             |
| 101     | 1er juillet 2012  |                                                                   | Kim Bum Soo Yun Do Hyeon Yoon Jong Shin                                                 | Trouver le réel or                                                              | Rien                                                                         |
| 102     | 8 juillet 2012    |                                                                   | Kim Soo Hyun                                                                            | Trouver le réel or                                                              | Rien                                                                         |
| 103     | 15 juillet 2012   |                                                                   | Yu Jun Sang Shin Se Gyeong No Sa Yeon                                                   | Éliminer la Bête                                                                | La Belle et la Bête                                                          |
| 104     | 22 juillet 2012   |                                                                   | Im Si Wan Eun Hyuk Eun Jong Lee Joon Yoon Du Jun Jung Young Hwa Nichkhun Horvejkul      | Vaincre l'autre équipe                                                          | Spécial Olympique, Running Men VS Idols                                      |
| 105     | 5 août 2012       |                                                                   | Han Ji Min Kim Je Dong (106)                                                            | Vaincre l'autre équipe                                                          | Rien                                                                         |
| 106     | 12 août 2012      |                                                                   | Han Ji Min Kim Je Dong (106)                                                            | Trouver le vrai amour de Ji Min                                                 | Rien                                                                         |
| 107     | 19 août 2012      |                                                                   | Gaeko Kim Sang Jung Jang Sin Yeong                                                      | Obtenir le badge en or                                                          | Rien                                                                         |
| 108     | 26 août 2012      |                                                                   | Lee Joon Kong Hyo Jin                                                                   | Vaincre l'autre équipe                                                          | Rien                                                                         |
| 109     | 2 septembre 2012  |                                                                   | Park Tae Hwan Son Yeon Jae                                                              | Vaincre les autres équipes                                                      | Rien                                                                         |
| 110     | 9 septembre 2012  |                                                                   | Park Tae Hwan Son Yeon Jae                                                              | Vaincre les autres membres                                                      | Rien                                                                         |
| 111     | 16 septembre 2012 |                                                                   | Son Byeong Ho Lee Jong Won Go Chang Suk Sin Jeong Geum Im Ha Ryong (111) Tae Yeon (112) | Trouver le coffre aux trésors                                                   | Course Spécial Busan Vacances Diamond, la course des hommes d'un certain âge |
| 112     | 23 septembre 2012 |                                                                   | Son Byeong Ho Lee Jong Won Go Chang Suk Sin Jeong Geum Im Ha Ryong (111) Tae Yeon (112) | Vaincre les autres équipes                                                      | Chasse aux œufs dorés                                                        |
| 113     | 30 septembre 2012 |                                                                   | Yeom Jeong Ah Jeon Mi Seon Yu Hae Jin                                                   | Vaincre le Ddakji absolu                                                        | Course Spécial Ddakji, l'héritage de Madame Go Dong Wan.                     |
| 114     | 7 octobre 2012    |                                                                   | Mun Geun Yeong Max Chang Min (115) U-Know Yun Ho (115)                                  | Trouvez le X-man                                                                | De X-Man à Running Man                                                       |
| 115     | 14 octobre 2012   |                                                                   | Mun Geun Yeong Max Chang Min (115) U-Know Yun Ho (115)                                  | Vaincre l'autre équipe                                                          | Running Man chez la garde côtière coréenne                                   |
| 116     | 21 octobre 2012   |                                                                   | Ji Jin Hee Ji Seong Song Chang Eui Suzy (117) Yu Bin (117)                              | Vaincre les autres membres                                                      | L'Homme qui prédit le futur                                                  |
| 117     | 28 octobre 2012   |                                                                   | Ji Jin Hee Ji Seong Song Chang Eui Suzy (117) Yu Bin (117)                              | Résoudre l'énigme absolue et gagnez à Pierre-papier-ciseau                      | Rien                                                                         |
| 118     | 4 novembre 2012   |                                                                   | Park Bo-young Choi Min Su                                                               | Collecter les six morceaux du name-tag de Choi Min Su et les mettre sur son dos | Chasseur de Running Man                                                      |
| 119     | 11 novembre 2012  |                                                                   | Jin Se Yeon Ryu Hyun Jin Chu Shin Su                                                    | Gagnez au Baseball des supers-pouvoirs                                          | Rien                                                                         |
| 120     | 18 novembre 2012  |                                                                   | Lee Seung Gi Park Shin Hye                                                              | Vaincre les autres équipes                                                      | Spécial 007                                                                  |
| 121     | 25 novembre 2012  |                                                                   | Lee Seung Gi Park Shin Hye                                                              | Empêcher le coffre-fort d'exploser et éliminer les méchants                     | Spécial 007                                                                  |
| 122     | 2 décembre 2012   |                                                                   | Goo Hara Park Nam Jung Kang Su Ji Kim Wan Su Jeong Won Gwan Kim Tae Hyeong Lee Sang Won | Avoir le plus de billes dans le cercle                                          | Rien                                                                         |
| 123     | 9 décembre 2012   |                                                                   | Go Su Han Hyo Ju                                                                        | Faire le meilleur Kimchi                                                        | Rien                                                                         |
| 124     | 16 décembre 2012  |                                                                   | Go Su Han Hyo Ju                                                                        | Vaincre les autres membres                                                      | Rien                                                                         |
| 125     | 23 décembre 2012  |                                                                   | Park Sang Myeon Shin Dong Juvie Train Ryu Dam Jeong Hyeong Don                          | Vaincre les autres équipes                                                      | Spécial Noël                                                                 |
| 126     | 30 décembre 2012  |                                                                   | Choi Ji Won                                                                             | Trompez Choi Ji Won                                                             | Rien                                                                         |

### Année 2013
| Épisode | Date de diffusion (date de tournage) | Lieu                                         | Invité(s) | Équipes                                                        | Équipes                                                       | Mission                                                                       | Spécial                                               |
| ------- | ------------------------------------ | -------------------------------------------- | --- | -------------------------------------------------------------- | ------------------------------------------------------------- | ----------------------------------------------------------------------------- | ----------------------------------------------------- |
| 127     | 6 janvier 2013                       |                                              | Choi Ji Won Jung Young Hwa (CN BLUE) Lee Gi Kwang Lee Jong Hyeon (CN BLUE) Simon Dominic (Supreme Team)                                                                               |                                                                |                                                               | Éliminer/Protéger le serpent                                                  | Rien                                                  |
| 128     | 13 janvier 2013                      |                                              | Park Sin Yang Eom Ji Won |                                                                |                                                               | Protéger votre bonus                                                          | Rien                                                  |
| 129     | 20 janvier 2013                      |                                              | L (Infinite) Sully [f(x)] Minho (SHINee) Jung Young Hwa (CN BLUE) Lee Jong Hyeon (CN BLUE) Lee Joon Kwang Hee (ZE:A)                                                                  |                                                                |                                                               | Vaincre l'autre équipe                                                        | Spécial Olympique Hiver, Running Men VS Idols 2       |
| 130     | 27 janvier 2013                      |                                              | Pas d'invité(s) |                                                                |                                                               | Trouver le dernier membre survivant de 1938 et le coffre aux trésors          | Réincarnation                                         |
| 131     | 3 février 2013                       |                                              | Lee Si Yeong Choo Hung Hoon |                                                                |                                                               | Vaincre les autres équipes ddakji                                             | Rien                                                  |
| 132     | 10 février 2013 (21 et 22 janvier)   | Hongdae (Séoul) Université de Inha (Incheon) | Hyun A Park Sung Woong Hwang Jung Min |                                                                |                                                               | Livrer les 7 mallettes au Boss                                                | Acteurs VS Chanteurs                                  |
| 133     | 17 février 2013                      |                                              | Lee Dong Wook Han Hye Jin |                                                                |                                                               | Vaincre les autres équipes                                                    | Course spécial tour d'Asie, Les 9 poignards           |
| 134     | 24 février 2013                      |                                              | Lee Dong Wook Han Hye Jin |                                                                |                                                               | Vaincre les autres équipes                                                    | Course spécial tour d'Asie, Les 9 poignards           |
| 135     | 3 mars 2013 (19 février 2013)        |                                              | Si Won Jackie Chan |                                                                |                                                               | Jetez un fléchette dans la zone doré                                          | Spécial Jackie Chan, Running Man chasseur de trésor   |
| 136     | 10 mars 2013                         |                                              | Lee Dong Wook Han Hye Jin |                                                                |                                                               | Vaincre les autres membres                                                    | Course spécial tour d'Asie, Le secret des 9 poignards |
| 137     | 17 mars 2013                         |                                              | No Sa Yeon U-IE (After School) |                                                                |                                                               | Vaincre les autres princesse                                                  | Rien                                                  |
| 138     | 24 mars 2013 (18 mars 2013)          | Song-do (Incheon)                            | Min Hyo Rin Lee Jong Suk Lee Jong Hyeon Kim Woo Bin Kim Su Ro |                                                                |                                                               | Gagnez le contrôle du drapeau de l'école                                      | Running Man School 2013                               |
| 139     | 31 mars 2013 (19 mars 2013)          |                                              | Go Ara (Girl's Lee Yeon Hee |                                                                |                                                               | Trouvez les vrais frère et sœur                                               | Rien                                                  |
| 140     | 7 avril 2013                         |                                              | Pas d'invité(s) |                                                                |                                                               | Trouver le coupable qui a volé le vaccin                                      | Yoomes Bond                                           |
| 141     | 14 avril 2013                        |                                              | Jessica Jung Eun Ji Won |                                                                |                                                               | Vaincre les autres membres                                                    | Running Man Zoo, le royaume animal                    |
| 142     | 21 avril 2013 (1er avril 2013)       | Séoul                                        | Lee Bo Yeong Lee Sang Yun |                                                                |                                                               | Rester en vie dans le temps attribué                                          | Meilleur Couple                                       |
| 143     | 28 avril 2013                        |                                              | Lee Gyeong Gyu Kim In Gwon Ryu Hyeon Gyeong Park Hyun Bin |                                                                |                                                               | Recevoir le plus score au Karaoké des superpuissances                         | Running Man Karaoke                                   |
| 144     | 5 mai 2013                           |                                              | Ricky Kim Cha In Pyo Seo Jang Hun |                                                                |                                                               | Vaincre les autres équipes ddakji                                             | Le légendaire Roi du Ttakji                           |
| 145     | 12 mai 2013                          |                                              | Kim Byeong Man No Woo Jin Park Jeong Cheol Jeong Jin Wun Jeon Hye Bin |                                                                |                                                               | Vaincre l'autre équipe                                                        | Running Man VS La loi de la jungle                    |
| 146     | 19 mai 2013 (6 mai 2013)             | aéroport de Gimpo                            | Uhm Jung Hwa Kim Sang Kyung |                                                                |                                                               | Attraper le club des traîtres                                                 | promotion du film "Montage"                           |
| 147     | 26 mai 2013                          |                                              | Kim Soo Hyun Lee Hyun Woo |                                                                |                                                               | Gagnez en tirant au cœur                                                      | Running Man Flower Boy                                |
| 148     | 2 juin 2013                          |                                              | Jeong Jun Ha So E Hyun |                                                                |                                                               | Compléter le domino                                                           | Rien                                                  |
| 149     | 9 juin 2013                          |                                              | Kim Sook Kim Su mi Park So Hyeon Song Eun Yi RiSe [LADIES' CODE] |                                                                |                                                               | Gagnez 9 queues pour devenir un renard                                        | Le Légendaire Renard à 9 queues                       |
| 150     | 16 juin 2013 (3 juin 2013)           |                                              | Jeong Du Hong Ok Taec Yeon Hwang Chan Sung Choo Sung Hoon |                                                                |                                                               | Vaincre les autres membres                                                    | Running Man Marvel The Avengers                       |
| 151     | 23 juin 2013                         |                                              | Han Hyo Ju Lee Jun Ho Jeong Wu Seong |                                                                |                                                               | Vaincre l'autre équipe                                                        | Rien                                                  |
| 152     | 30 juin 2013                         |                                              | Han Hyo Ju Lee Jun Ho Jeong Wu Seong |                                                                |                                                               | Vaincre l'autre équipe                                                        | Rien                                                  |
| 153     | 7 juillet 2013                       |                                              | Gu Ja Cheol (153) Sulli [f(x)] Patrice Évra (154) Park Ji Sung |                                                                |                                                               | Vaincre l'autre équipe                                                        | Capitaine Park VS Capitaine Gu                        |
| 154     | 14 juillet 2013                      |                                              | Gu Ja Cheol (153) Sulli [f(x)] Patrice Évra (154) Park Ji Sung |                                                                |                                                               | Vaincre l'autre équipe                                                        | Asia Dream Cup à Shanghai                             |
| 155     | 21 juillet 2013                      |                                              | Suzy |                                                                |                                                               | Vaincre l'autre équipe                                                        | Trouver le couple de la destiné                       |
| 156     | 28 juillet 2013                      | Hongdae (Séoul)                              | 2NE1 |                                                                |                                                               | Collecter 21 litres d'eau                                                     | Attaque des 2EN1                                      |
| 157     | 4 août 2013 (22 juillet 2013)        |                                              | Kim Hee Won Jung Woong In An Gil Kang |                                                                |                                                               | Trouver la preuve et gagnez le procès                                         | Épisode spécial Méchants                              |
| 158     | 11 août 2013                         |                                              | Son Hyeon Ju Jeon Mi Seon Mun Jeong Hee |                                                                |                                                               | Deviner le numéro de tout le monde                                            | Rien                                                  |
| 159     | 18 août 2013 (7 août 2013)           | Gyeonggido                                   | Kim Gwang Gyu Park Sang Myeon John Park Jo Jung Chi Lim Kim Jung In Fujita Sayuri |                                                                |                                                               | Gagnez des lingots d'or et choisissiez entre l'or ou votre partenaire         | Rien                                                  |
| 160     | 25 août 2013                         |                                              | Pas d'invité(s) |                                                                |                                                               | Se classer le plus haut parmi les Running Man                                 | Rien                                                  |
| 161     | 1er septembre 2013                   |                                              | Shinwa (Sauf Kim Dong Wan) |                                                                |                                                               | Résoudre la malédiction de la Perle Noire                                     | Running Man VS Pirates                                |
| 162     | 8 septembre 2013                     |                                              | Yura [Girl's Day] Min Ah Da Som [SISTAR] Hyo Lyn Na Eun [Apink] Jeong Eun Ji Lee Joon Kim Sung Kyu Lee Gi Kwang Yoon Du Jun Jang Woo Young Hwang Chan Seong L [Infinite] Kim Sung Gyu |                                                                |                                                               | S'échapper de la cage, résoudre le tangram et ouvrir le coffre-fort           | Rien                                                  |
| 163     | 15 septembre 2013 (2 septembre 2013) | Incheon                                      | G-Dragon Dae Sung Seung Ri |                                                                |                                                               | Avoir le nombre cumulatif le plus élevé dans les cartes                       | Voler le cœur de la princesse                         |
| 164     | 22 septembre 2013 (3 septembre 2013) |                                              | Yu Ah In Kim Hae Sook |                                                                |                                                               | Faire le plat absolu                                                          | Une nouvelle réunion de famille                       |
| 165     | 29 septembre 2013                    | Namyangju                                    | Pas d'invité(s) |                                                                |                                                               | Placez la photo prise avec la fille dans le photobook                         | À la recherche de la petite fille                     |
| 166     | 6 octobre 2013                       |                                              | Kim Woo Bin Park Shin Hye Choi Jin Hyuk | Équipe Jaune : (Jong Kook, HaHa, Ji Hyo, Kwang Soo et Suk Jin) | Équipe Bleue : (Gary, Jae Suk, Woo Bin, Jin Hyuk et Shin Hye) | Avoir un solde plus élevé                                                     | Spécial The Heirs                                     |
| 167     | 13 octobre 2013                      | Séoul                                        | Cheon Jeong Myeong Kim Min Jung |                                                                |                                                               | Trouver le sac à dos légendaire                                               | La légende des délinquants                            |
| 168     | 20 octobre 2013 (30 septembre 2013)  |                                              | IU Park Myeong Su |                                                                |                                                               | Pariez le ratio des cartes "loup" et "mouton"                                 | Le loup et l'agneau                                   |
| 169     | 27 octobre 2013                      |                                              | Ju Sang Wuk Yang Dong Geun |                                                                |                                                               | Vaincre l'autre équipe                                                        | Rien                                                  |
| 170     | 3 novembre 2013 (15 octobre 2013)    | Gangwondo                                    | T.O.P. Yoon Je Moon Kim Yu Jeong |                                                                |                                                               | Vaincre le magicien                                                           | Le Magicien D'Oz                                      |
| 171     | 10 novembre 2013 (29 octobre 2013)   |                                              | Ryu Hyun Jin Kris Wu Kai Chen D.O Lu Han Z.Tao Lay Xiu Min Se Hun Baek Hyun Su Ho Yoon Suk Min (171) Suzy (172)                                                                       |                                                                |                                                               | Compléter les missions donné par Ryu Hyun Jin                                 | Rien                                                  |
| 172     | 17 novembre 2013                     |                                              | Ryu Hyun Jin Kris Wu Kai Chen D.O Lu Han Z.Tao Lay Xiu Min Se Hun Baek Hyun Su Ho Yoon Suk Min (171) Suzy (172)                                                                       |                                                                |                                                               | Trouver les oreillers "R"                                                     | Rien                                                  |
| 173     | 24 novembre 2013                     |                                              | Suzy Ryu Hyun Jin Kim Hyeon Su Lee Byeong Gyu |                                                                |                                                               | Gagnez le match de superpouvoirs au baseball                                  | Rien                                                  |
| 174     | 1er décembre 2013 (18 novembre 2013) |                                              | Lee Seung Gi Yoon Bo Ra Han Hye Jin |                                                                |                                                               | Résoudre le nombre                                                            | Rien                                                  |
| 175     | 8 décembre 2013 (25 novembre 2013)   |                                              | Gong Yoo Park Hee Sun |                                                                |                                                               | Vaincre les autres membres                                                    | Rien                                                  |
| 176     | 15 décembre 2013                     |                                              | Kim Gwang Gyu Jang Ki Ha Jeon Hyeon Mu Lee Juck Muzie |                                                                |                                                               | Deviner les classements du sondage                                            | Rien                                                  |
| 177     | 22 décembre 2013                     |                                              | Gill Dynamic Duo - apparition spéciale Apink Cho Jung Chi Jung In |                                                                |                                                               | Se tenir sur la plasteforme                                                   | Rien                                                  |
| 178     | 29 décembre 2013                     | Fleuve Han                                   | Pas d'invité(s) |                                                                |                                                               | Gagnez le plus de Running Balls pour gagnez contre la production à la loterie | Running Man VS La Production                          |

### Année 2014
| Épisode | Date de diffusion (date de tournage) | Lieu                            | Invité(s) | Mission | Spécial |
| ------- | ------------------------------------ | ------------------------------- | --- | --- | --- |
| 179     | 5 janvier 2014 (16 décembre 2013)    | Jeonju, Pohang                  | Jae Kyung [RAINBOW] John Park Kim Kyung Ho Lee Dong Wook Kim Sung Kyu [Infinite] Song Kyung A Park Su Hong                                                                 | Cuisiner le meilleur premier dîner de fin de semaine de 2014 | Rien |
| 180     | 12 janvier 2014                      |                                 | Jae Kyung [RAINBOW] John Park Kim Kyung Ho Lee Dong Wook Kim Sung Kyu [Infinite] Song Kyung A Park Su Hong                                                                 | Cuisiner le meilleur premier dîner de fin de semaine de 2014 | Rien |
| 181     | 19 janvier 2014                      | Yangju (Gyeonggido)             | Park Bo-young Lee Jong Suk Lee Se Young | Trouver le couple secret | Rien |
| 182     | 26 janvier 2014 (6 janvier 2014)     |                                 | Im Si Wan [ZE:A] Yeo Jin Gu Do Hee [Tiny-G] | Vaincre l'autre équipe | Rien |
| 183     | 2 février 2014                       |                                 | Jo Min Su Mun So Ri Uhm Jung Hwa | Identifier les "partenaires du destin" | Rien |
| 184     | 9 février 2014 (27 janvier 2014)     |                                 | Kang Ye Won Park Seo-joon Son Ho Jun Seo In Guk Baro [B1A4] | Vaincre l'autre équipe | Rien |
| 185     | 16 février 2014                      |                                 | Pas d'invité(s) | Monter dans la soucoupe volante | Rien |
| 186     | 23 février 2014                      |                                 | CN BLUE Shim Eun Kyung | Gagnez le plus de médaille pour la roulette | Rien |
| 187     | 2 mars 2014                          |                                 | Pas d'invité(s) | Traverser la rivière Han | Rien |
| 188     | 9 mars 2014                          |                                 | RAIN Kim Woo Bin | Trouver les quatre éléments | Course spécial Australie, partie I. Épisode où Song Ji Hyo n'est pas présente car elle tournait le drama Emergency Couple |
| 189     | 16 mars 2014                         |                                 | RAIN Kim Woo Bin | Trouver les quatre éléments | Course spécial Australie, partie II.                                                                                      |
| 190     | 23 mars 2014                         |                                 | Seung Ri (BigBang) Ku Hye Sun Kim Ji Seok Lee Sang Yun Kwon Hae Hyo Gong Hyeong Jin Kang Ha Neul                                                                           | | Rien |
| 191     | 30 mars 2014                         |                                 | RAIN Kim Woo Bin | Vaincre les autres membres | Course spécial Australie, partie III.                                                                                     |
| 192     | 6 avril 2014                         |                                 | Lee Hyori - apparation spéciale (192) Dong Jun [ZE:A] Kim Min Jong Kim Jeong Nan Lee Sang Hwa Ryu Seung Su Lim Ju Hwan Oh Man Seok                                         | Arrivé à l'endroit final en premier | Rien |
| 193     | 13 avril 2014                        |                                 | Lee Hyori - apparation spéciale (192) Dong Jun [ZE:A] Kim Min Jong Kim Jeong Nan Lee Sang Hwa Ryu Seung Su Lim Ju Hwan Oh Man Seok                                         | Trouver les membres de la mafia | Mafia Game, partie I |
| 194     | 4 mai 2014                           |                                 | Lee Hyori - apparation spéciale (192) Dong Jun [ZE:A] Kim Min Jong Kim Jeong Nan Lee Sang Hwa Ryu Seung Su Lim Ju Hwan Oh Man Seok                                         | Trouver les membres de la mafia | Mafia Game, partie II |
| 195     | 11 mai 2014(7 avril 2014)            | Digital Media City (Sangamdong) | 2NE1 Jun.K Lee Jun Ho Jang Woo Young Hwang Chan Seong Nichkhun Horvejkul Muzie Cho Jung Chi Yoon Jong Shin                                                                 | Vaincre les autres équipes | Compétition de Name Tag                                                                                                   |
| 196     | 18 mai 2014                          |                                 | Pas d'invité(s) | Vaincre les autres membres | Spécial Voyage dans le temps                                                                                              |
| 197     | 25 mai 2014                          |                                 | Apink - apparition spéciale | Vaincre les autres équipes | Bataille de Ddajki |
| 198     | 1er juin 2014                        |                                 | Narsha Choi Hee Min Ah Park Seo Jun Jin Se Yeon Ha Yeon Su | Avoir la meilleure roche | Rien |
| 199     | 8 juin 2014                          |                                 | Park Ji Sung Leo [VIXX] (199) Dong Jun [ZE:A] (199) Lee Gi Kwang (199) Yang Yo Seop (199) Yoon Du Jun (199) Seol Ki Hyeon (199) Lee Chang Min (199) Min Hyeok [BtoB] (199) | Vaincre l'autre équipe | Spécial Coupe du Monde |
| 200     | 15 juin 2014                         |                                 | Park Ji Sung Leo [VIXX] (199) Dong Jun [ZE:A] (199) Lee Gi Kwang (199) Yang Yo Seop (199) Yoon Du Jun (199) Seol Ki Hyeon (199) Lee Chang Min (199) Min Hyeok [BtoB] (199) | Compléter la mission Dream Cup ou la mission Safari | Asian Dream Cup 2014 en Indonésie                                                                                         |
| 201     | 22 juin 2014 (13 mai 2014)           | Ganghwa (Ganghwado)             | Minho [SHINee] Jin Young [B1A4] Kim Sung Kyu (INFINITE) Yoon Bo Ra (Sistar) Lee Ho Won (INFINITE) Hwang Chan Sung (2PM) Kang Min Hyeok (CN BLUE)                           | Vaincre l'autre équipe | Idoles rurales VS Idoles citadine                                                                                         |
| 202     | 29 juin 2014                         |                                 | Fabien Ji Seong Bo Mi [Apink] Na Eun [Apink] Sam Okyere Baek Seong Hyeon Cha Yu Ram Joo Ji Hoon Heo Gyeong Hwan                                                            | Vaincre les autres équipes | Rien |
| 203     | 6 juillet 2014                       |                                 | Fabien Ji Seong Bo Mi [Apink] Na Eun [Apink] Sam Okyere Baek Seong Hyeon Cha Yu Ram Joo Ji Hoon Heo Gyeong Hwan                                                            | Vaincre les autres équipes | Rien |
| 204     | 13 juillet 2014                      |                                 | Ryu Seung Su | Vaincre les autres membres | Blanche-Neige et les 7 nains                                                                                              |
| 205     | 20 juillet 2014                      |                                 | Baek Z Young Fei Lee Guk Jun Hong Jin Young Kang Hyo Ni | Jetez les anneaux dans la barre | |
| 206     | 27 juillet 2014                      |                                 | Joo Won Hong Seok Cheon | Cuisiner le meilleur repas de cuisine instantané en les fusionnant | |
| 207     | 3 août 2014                          |                                 | Park Su Hong Nam Hee Seok Kim Je Dong Lee So Yeon Hee Chul [Super Junior]                                                                                                  | Gagnez le plus de lingot d'or | Spécial les amis de Gros Nez (Seok Jin)                                                                                   |
| 208     | 10 août 2014                         |                                 | Suzy (Miss A) | Vaincre l'autre équipe | Hallyu Star 2014 - Un jour de Suzy                                                                                        |
| 209     | 17 août 2014                         |                                 | Se Hun [EXO] Kai [EXO] Taemin [SHINee] So You (Sistar) Eun Ji Won Danny Ahn Cheon Myeong Hun Moon Hee Jun                                                                  | Résoudre le mystère des triangles | Rien |
| 210     | 24 août 2014                         |                                 | Kim Hwan Kim Won Hyo Yuk Jung Wan Jang Woo Young Lee Hye Jung Seol Hyun [AOA]                                                                                              | Vaincre les autres équipes à Alkkagi | Rien |
| 211     | 31 août 2014                         |                                 | Skull Ailee Im Seul Ong Song Eun Yi Kim Tae Woo Ji Chang Wook Lee Seong Jae                                                                                                | Réduire le nombre 1470 à 0 en utilisant les symboles mathématiques pour échapper à la punition à Taiwan                                                                                  | Spécial Parc d'attractions chiffre 1470                                                                                   |
| 212     | 7 septembre 2014                     |                                 | Skull Ailee Im Seul Ong Song Eun Yi Kim Tae Woo Ji Chang Wook Lee Seong Jae                                                                                                | Réduire le nombre 1470 à 0 en utilisant les symboles mathématiques pour échapper à la punition à Taiwan                                                                                  | Spécial Parc d'attractions à Taïwan                                                                                       |
| 213     | 21 septembre 2014                    |                                 | Lee Yu Ri Choi Yeo JIn Yu In Yeong Kim Min Seo Seo Wu | Trouver l'identité de l'héritier mâle de seconde génération | Rien |
| 214     | 28 septembre 2014                    |                                 | RAIN Krystal [f(x)] Alex [Clazziquai] Kim Ki Bang Park Yeong Gyu | Passer les auditions finale R-Pop | She's So Lovable VS Running Man                                                                                           |
| 215     | 5 octobre 2014                       |                                 | Shin Mina Cho Jung Seok | Collecter l'argent de la lotterie | Rien |
| 216     | 12 octobre 2014                      |                                 | Pas d'invité(s) | Récupérer les super pouvoirs | Running Man Héros |
| 217     | 19 octobre 2014                      |                                 | Cho Jin Woong Kim Sung Kyun Oh Sang JIn | Vaincre les autres membres dans la Course du Bingo de la Mort | Rien |
| 218     | 26 octobre 2014                      |                                 | Kim Ji Hun Oh Yeon Seo Jeong Eun Ji | Trouvez la caméra et prenez une photo avec elle pour jouer dans l'orchestre R tout en évitant le coupable                                                                                | Rien |
| 219     | 2 novembre 2014                      |                                 | Han Sang Jin Ju Sang Wuk Jung Gyu Woon Han Ye Seul Wang Ji Hye | Rassemblez tous les membres de l'équipe ou infiltrer l'équipe des chevaliers blancs | Le retour de la Reine |
| 220     | 9 novembre 2014                      |                                 | Park Su Hong Kim Min Gyo Jang Dong Min Song Jae Rim Kang Nam [M.I.B.] | S'échapper de l'île en déliant les cordes qu'ils ont choisi qui étaient liés au bateau                                                                                                   | Rien |
| 221     | 16 novembre 2014                     |                                 | Narsha Jung In Kyu Hun Lee Teuk Bobby Kim Kim Hyung Ho Kim Yeon Woo Hong Jin Young                                                                                         | Trouvez les micros marqués d'un "R" et montez sur la réelle scène pour le concert de Jiri Mountain                                                                                       | Épisode spécial Karaoké, Course Événementielle Locale                                                                     |
| 222     | 23 novembre 2014                     |                                 | Pas D'invité(s) | Éliminer les autres extraterrestres d'une autre planète et retournez sur votre planète natale                                                                                            | Running Wars |
| 223     | 30 novembre 2014                     |                                 | Pas D'invité(s) | Faites-vous promouvoir au travail en remportant le jeu de pierre-papier-ciseaux | Rien |
| 224     | 7 décembre 2014                      | Ilsan (Gyeonggi)                | Han Groo Lee Sung Kyung Kyung Soo Jin Jeon So Min Song Ga Yeon | Arrachez tous les étiquettes de nom de l'équipe Défense avant qu'ils atteignent l'emplacement final OU Remplir la mission, éviter l'équipe des Attaquants et trouvez l'emplacement final | Les deux visages d'un ange                                                                                                |
| 225     | 14 décembre 2014 (1er décembre 2014) | Myeongdong (Séoul)              | Kim Woo Bin Lee Hyun Woo | Trouvez l'ancien script et éliminer les autres membres | Rien |
| 226     | 21 décembre 2014                     |                                 | Kim Hye Ja Lee Chun Hee Kang Hye Jeong | Compléter la mission donné par le staff de production | Épisode spécial Noël, "prenez soin de Maman".                                                                             |
| 227     | 28 décembre 2014                     |                                 | Ryu Hyun Jin Kang Jung Ho | Compléter la mission donné par le staff de production | Le Retour du Monstre |

### Année 2015
| Épisode | Date de Diffusion | Lieu                                                                     | Invité(s) | Mission                                                                                                 | Spécial                    |
| ------- | ----------------- | ------------------------------------------------------------------------ | --- | --- | -------------------------- |
| 228     | 4 janvier 2015    |                                                                          | Lee Seung Gi Moon Chae Won Lee Seo Jin | Identifier l'endroit le plus sûr des événements météorologiques extrêmes                                | Rien                       |
| 229     | 11 janvier 2015   |                                                                          | Lee Seung Gi Moon Chae Won Lee Seo Jin | Effacez les cartes en les associant à des cartes identiques                                             | Rien                       |
| 230     | 18 janvier 2015   | quartier de Jeollanam (Suncheon)                                         | Seo Ha Joon Seo Kang Joon Choi Tae Joon Nam Joo Hyuk Hong Jong Hyun                                                                                                  | Devinez la réponse la plus populaire de l'enquête et marquer une balle de plage qui contient la réponse | Rien                       |
| 231     | 25 janvier 2015   |                                                                          | Pas d'invité(s) | Trouvez votre corps en passant par les couleurs des ceintures du Taekwondo                              | Le Retour de Yoomes Bond 3 |
| 232     | 1er février 2015  |                                                                          | Miryo (Brown Eyed Girls) Kim Ji Su Sin Da Eun Park Ji Yoon Kim Won Joon Hong Kyung Min Oh Hyun Kyung                                                                 | Trouvez la réelle clef d'or                                                                             | Spécial "Vieux Amis"       |
| 233     | 8 février 2015    | Moon Rabbit Space Center et musée de Gyeyang (quartier Ganghwa, Incheon) | N (VIXX) Niel (Teen Top) Eric Nam So Jin (Girl's Day) Min Hyuk (BtoB) Ryeo Wook (Super Junior) Son Dong Woon (BEAST) Kwon So Hyun (4minute) Jang Dong Woo (INFINITE) | Trouvez les lingots d'or                                                                                | Spécial "Idol"             |

## Récompenses et nominations
| Année | Prix                          | Catégorie                                                     | Nomination                        | Résultat   | réf(s) |
| ----- | ----------------------------- | ------------------------------------------------------------- | --------------------------------- | ---------- | ------ |
| 2010  | 4th SBS Entertainment Awards  | Choix des téléspectateurs : Meilleur Programme                | Running Man                       | Lauréat    | [ 55 ] |
| 2010  | 4th SBS Entertainment Awards  | Prix des Meilleurs Nouveaux Arrivants (Variété)               | Song Jong Ki                      | Lauréat    | [ 55 ] |
| 2010  | 4th SBS Entertainment Awards  | Prix des Meilleurs Nouveaux Arrivants (Variété)               | Lee Kwang Soo                     | Lauréat    | [ 55 ] |
| 2010  | 4th SBS Entertainment Awards  | Prix des Meilleurs Nouveaux Arrivants (Variété)               | Gary                              | Lauréat    | [ 55 ] |
| 2010  | 4th SBS Entertainment Awards  | Prix Spécial (Variété)                                        | Song Ji Hyo                       | Lauréat    | [ 55 ] |
| 2010  | 4th SBS Entertainment Awards  | Prix de la Meilleure Star TV                                  | Kim Jong Kook                     | Lauréat    | [ 55 ] |
| 2011  | 5th Mnet 20's Choice Awards   | Prix Hot Star Variété                                         | Song Ji Hyo                       | Nomination | [ 56 ] |
| 2011  | 5th SBS Entertainment Awards  | Prix de la Meilleure Émission de Variétés                     | Running Man                       | Lauréat    | [ 57 ] |
| 2011  | 5th SBS Entertainment Awards  | Daesang                                                       | Yoo Jae Suk                       | Lauréat    | [ 57 ] |
| 2011  | 5th SBS Entertainment Awards  | Choix des téléspectateurs : Prix de la Star la plus populaire | Yoo Jae Suk                       | Nomination | [ 57 ] |
| 2011  | 5th SBS Entertainment Awards  | Choix des téléspectateurs : Prix de la Star la plus populaire | Song Ji Hyo                       | Nomination | [ 57 ] |
| 2011  | 5th SBS Entertainment Awards  | Prix d'Excellence (Variété)                                   | Song Ji Hyo                       | Lauréat    | [ 57 ] |
| 2011  | 5th SBS Entertainment Awards  | Prix d'Excellence (Variété)                                   | Kim Jong Kook                     | Lauréat    | [ 57 ] |
| 2011  | 5th SBS Entertainment Awards  | Best Entertainer Award (Variété)                              | HaHa                              | Lauréat    | [ 57 ] |
| 2011  | 5th SBS Entertainment Awards  | Rookie Award (Variété)                                        | Lee Kwang Soo                     | Lauréat    | [ 57 ] |
| 2012  | 48th Baeksang Arts Awards     | Meilleur Femme Entertainer                                    | Song Ji Hyo                       | Nomination |        |
| 2012  | 6th SBS Entertainment Awards  | Daesang                                                       | Yoo Jae Suk                       | Lauréat    | [ 58 ] |
| 2012  | 6th SBS Entertainment Awards  | Choix des téléspectateurs : Prix de la Star la plus populaire | Yoo Jae Suk                       | Lauréat    | [ 58 ] |
| 2012  | 6th SBS Entertainment Awards  | Choix des téléspectateurs : Meilleur Programme                | Running Man                       | Lauréat    | [ 58 ] |
| 2012  | 6th SBS Entertainment Awards  | Prix d'Excellence (Variété)                                   | Gary                              | Lauréat    | [ 58 ] |
| 2012  | 6th SBS Entertainment Awards  | Prix d'Excellence (Variété)                                   | Ji Suk Jin                        | Lauréat    | [ 58 ] |
| 2013  | 49th Baeksang Arts Awards     | Meilleur Femme Entertainer                                    | Song Ji Hyo                       | Nomination | ,      |
| 2013  | 49th Baeksang Arts Awards     | Meilleur Homme Entertainer                                    | Yoo Jae Suk                       | Nomination | ,      |
| 2013  | 49th Baeksang Arts Awards     | Daesang                                                       | Yoo Jae Suk                       | Lauréat    | ,      |
| 2013  | 49th Baeksang Arts Awards     | Prix Meilleur Programme de TV                                 | Running Man                       | Nomination | ,      |
| 2013  | Yahoo! Asia Buzz Awards       | Présentateur Coréen le plus Charismatique d'Asie              | Kim Jong Kook                     | Lauréat    | [ 61 ] |
| 2013  | NATE Awards                   | Prix de la Meilleure Émission de Variétés                     | Running Man                       | Lauréat    |        |
| 2013  | NATE Awards                   | Prix du Meilleur Couple                                       | Gary et Song Ji Hyo               | Lauréat    |        |
| 2013  | 7th SBS Entertainment Awards  | Daesang                                                       | Yoo Jae Suk                       | Nomination | ,      |
| 2013  | 7th SBS Entertainment Awards  | Choix des téléspectateurs : Meilleur Programme                | Running Man                       | Lauréat    | ,      |
| 2013  | 7th SBS Entertainment Awards  | Choix des téléspectateurs : Prix de la Star la plus populaire | Membres de Running Man            | Lauréat    | ,      |
| 2013  | 7th SBS Entertainment Awards  | Prix de l'Amitié                                              | Lee Kwang Soo                     | Lauréat    | ,      |
| 2013  | 7th SBS Entertainment Awards  | Prix d'Excellence (Variété)                                   | Kim Jong Kook                     | Lauréat    | ,      |
| 2013  | 7th SBS Entertainment Awards  | Prix d'Excellence (Variété)                                   | HaHa                              | Lauréat    | ,      |
| 2013  | 7th SBS Entertainment Awards  | Prix Top Excellence (variété)                                 | Song Ji Hyo                       | Lauréat    | ,      |
| 2013  | 7th SBS Entertainment Awards  | Prix du Meilleur Couple                                       | Lee Kwang Soo et Ji Suk Jin       | Nomination | ,      |
| 2013  | 7th SBS Entertainment Awards  | Prix du Meilleur Couple                                       | Gary et Song Ji Hyo               | Nomination | ,      |
| 2013  | 2nd Annual DramaFever Awards  | Prix du Meilleur Baiser                                       | Gary et Song Ji Hyo               | Lauréat    | [ 66 ] |
| 2013  | 2nd Annual DramaFever Awards  | Prix de la Meilleure Émission de Variétés                     | Running Man                       | Lauréat    | [ 67 ] |
| 2014  | 8th SBS Entertainment Awards  | Daesang                                                       | Yoo Jae Suk                       | Nomination | ,      |
| 2014  | 8th SBS Entertainment Awards  | Choix des téléspectateurs : Prix de la Star la plus populaire | Yoo Jae Suk                       | Lauréat    | ,      |
| 2014  | 8th SBS Entertainment Awards  | Choix des téléspectateurs : Meilleur Programme                | Running Man                       | Lauréat    | ,      |
| 2014  | 8th SBS Entertainment Awards  | Prix Top Excellence (variété)                                 | Kim Jong Kook                     | Lauréat    | ,      |
| 2014  | 8th SBS Entertainment Awards  | Prix d'Excellence (Variété)                                   | Lee Kwang Soo                     | Lauréat    | ,      |
| 2014  | 10th Annual Soompi Awards     | Prix de la Meilleure Émission de Variétés                     | Running Man                       | Lauréat    | ,      |
| 2014  | 10th Annual Soompi Awards     | Prix de la Meilleure Star de Variétés                         | Lee Kwang Soo                     | Nomination | ,      |
| 2014  | 10th Annual Soompi Awards     | Prix de la Meilleure Star de Variétés                         | Yoo Jae Suk                       | Nomination | ,      |
| 2014  | 10th Annual Soompi Awards     | Prix du Meilleur Couple                                       | Gary et Song Ji Hyo               | Lauréat    | ,      |
| 2014  | 10th Annual Soompi Awards     | Prix de la Meilleure Bromance                                 | Lee Kwang Soo, HaHa et Ji Suk Jin | Nomination | ,      |
| 2014  | 5th Annual Allkpop Awards     | Prix de la Meilleure Émission de Variétés                     | Running Man                       | Lauréat    | ,      |
| 2015  | 2014 Youku Night Awards       | Entertainment Spirit Award                                    | Running Man                       | Lauréat    |        |
| 2015  | 51th Baeksang Arts Awards     | Prix Meilleur Programme de TV                                 | Running Man                       | Nomination |        |
| 2015  | 9th SBS Entertainment Awards  | Daesang                                                       | Yoo Jae Suk                       | Lauréat    | [ 75 ] |
| 2015  | 9th SBS Entertainment Awards  | Choix des téléspectateurs : Meilleur émission (variété)       | Running Man                       | Lauréat    | [ 75 ] |
| 2015  | 9th SBS Entertainment Awards  | Prix d'Excellence (Variété)                                   | Ji Suk Jin                        | Lauréat    | [ 75 ] |
| 2015  | 9th SBS Entertainment Awards  | Prix Top Excellence (variété)                                 | Gary                              | Lauréat    | [ 75 ] |
| 2015  | 9th SBS Entertainment Awards  | Prix Top Excellence (variété)                                 | Song Ji Hyo                       | Lauréat    | [ 75 ] |
| 2015  | 3rd Annual DramaFever Awards  | Prix de la Meilleure Bromance                                 | Lee Kwang Soo et Kim Jong Kook    | Lauréat    | ,      |
| 2015  | 3rd Annual DramaFever Awards  | Prix de la Meilleure Émission de Variétés                     | Running Man                       | Lauréat    | ,      |
| 2015  | 11th Annual Soompi Awards     | Prix de la Meilleure Émission de Variétés                     | Running Man                       | Lauréat    | ,      |
| 2015  | 11th Annual Soompi Awards     | Prix de la Meilleure Star de Variétés                         | Lee Kwang Soo                     | Nomination | ,      |
| 2015  | 11th Annual Soompi Awards     | Prix de la Meilleure Star de Variétés                         | Yoo Jae Suk                       | Nomination | ,      |
| 2016  | 10th SBS Entertainment Awards | Daesang                                                       | Yoo Jae Suk                       | Nomination | [ 82 ] |
| 2016  | 10th SBS Entertainment Awards | Prix Top Excellence (variété)                                 | Lee Kwang Soo                     | Lauréat    | [ 82 ] |
| 2016  | 10th SBS Entertainment Awards | Prix Top Excellence (variété)                                 | HaHa                              | Nomination | [ 82 ] |
| 2016  | Business Insider              | Émission télévisée la plus populaire au monde                 | Running Man                       | 9e place   | [ 83 ] |
| 2016  | 12th Annual Soompi Awards     | Prix de la Meilleure Émission de Variétés                     | Running Man                       | Lauréat    | ,      |
| 2017  | 11th SBS Entertainment Awards | Prix Top Excellence (variété)                                 | Ji Suk Jin                        | Lauréat    | [ 86 ] |
| 2017  | 11th SBS Entertainment Awards | Prix d'Excellence (Variété)                                   | Ji Suk Jin                        | Nomination | [ 86 ] |
| 2017  | 11th SBS Entertainment Awards | Prix d'Excellence (Variété)                                   | HaHa                              | Nomination | [ 86 ] |
| 2017  | 11th SBS Entertainment Awards | Global Star Award                                             | Running Man                       | Lauréat    | [ 86 ] |
| 2017  | 11th SBS Entertainment Awards | Prix du Meilleur Couple                                       | Lee Kwang Soo et Jeon So Min      | Lauréat    | [ 86 ] |
| 2017  | 11th SBS Entertainment Awards | Prix du Rookie (Variété)                                      | Jeon So Min                       | Lauréat    | [ 86 ] |
| 2017  | 13th Annual Soompi Awards     | Prix de la Meilleure Émission de Variétés                     | Running Man                       | Nomination | [ 87 ] |
| 2018  | 12th SBS Entertainment Awards | PD's Award                                                    | Kim Jong Kook                     | Lauréat    | [ 88 ] |
| 2018  | 12th SBS Entertainment Awards | Prix Top Excellence (variété)                                 | Jeon So Min                       | Lauréat    | [ 88 ] |
| 2018  | 12th SBS Entertainment Awards | Prix du meilleur travail d'équipe                             | Running Man                       | Lauréat    | [ 88 ] |
| 2018  | 12th SBS Entertainment Awards | Prix de Popularité                                            | Lee Kwang Soo                     | Lauréat    | [ 88 ] |
| 2018  | 12th SBS Entertainment Awards | Prix du Meilleur Couple                                       | Kim Jong Kook et Hong Jin Young   | Lauréat    | [ 88 ] |
| 2018  | 12th SBS Entertainment Awards | Prix du Meilleur Couple                                       | Lee Kwang Soo et Jeon So Min      | Nomination | [ 88 ] |
| 2018  | 12th SBS Entertainment Awards | Prix du Meilleur Entertainer (Variété)                        | Hong Jin Young                    | Nomination | [ 88 ] |
| 2018  | 12th SBS Entertainment Awards | Prix du Rookie (Femme)                                        | Jennie                            | Nomination | [ 88 ] |
| 2018  | 12th SBS Entertainment Awards | Prix du Meilleur Challenge                                    | Kang Ha Na                        | Nomination | [ 88 ] |
| 2018  | 12th SBS Entertainment Awards | Prix du Meilleur Challenge                                    | Lee Da Hee                        | Nomination | [ 88 ] |
| 2019  | 14e Annual Soompi Awards      | Prix de la Meilleure Émission de Variétés                     | Running Man                       | Nomination | [ 89 ] |